# 印度藝術

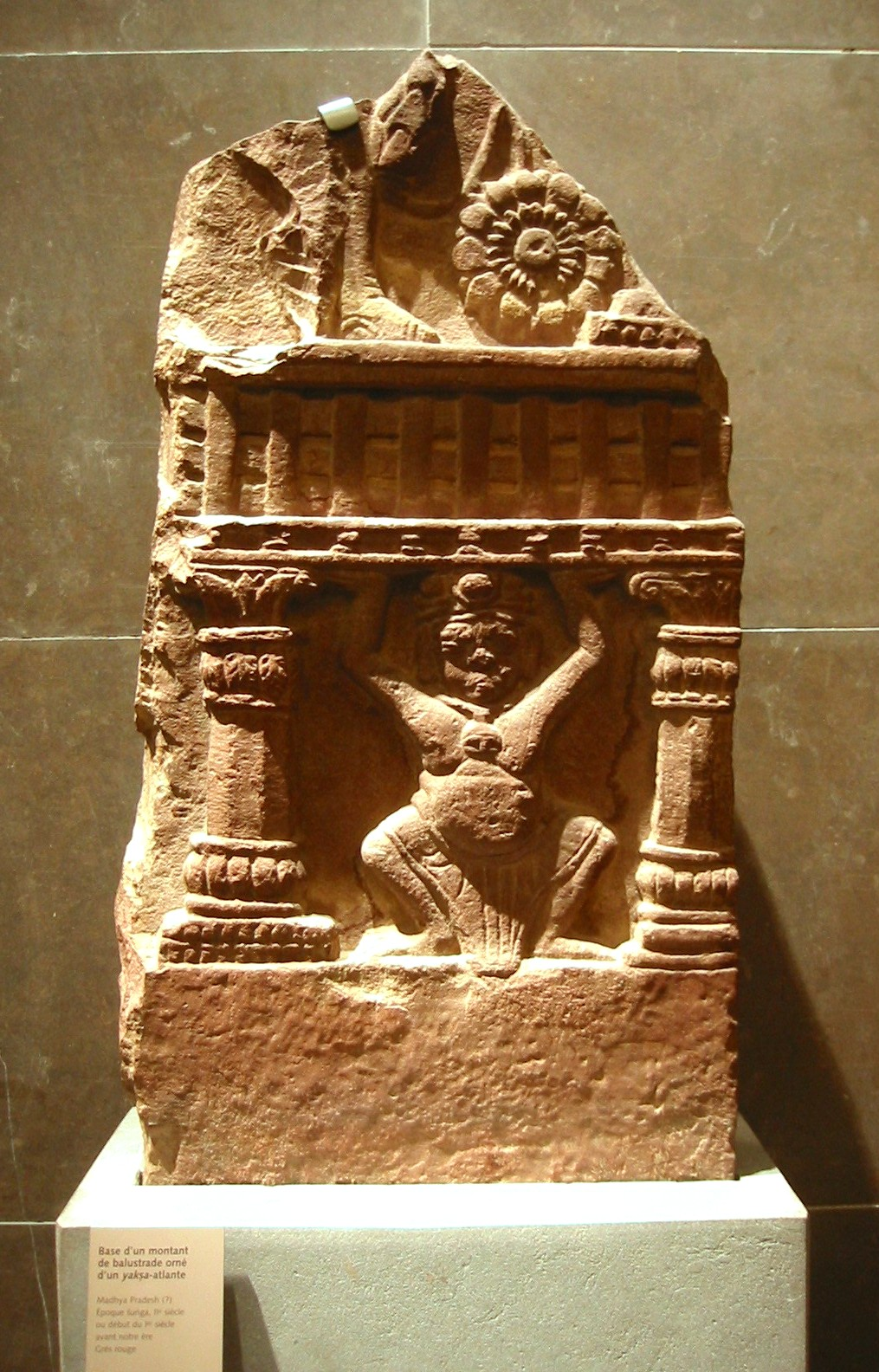
手扶栏杆的夜叉, 中央邦（省），印度， 巽伽王朝时期，（公元1-2世纪)。现藏于吉美国立亚洲艺术博物馆。

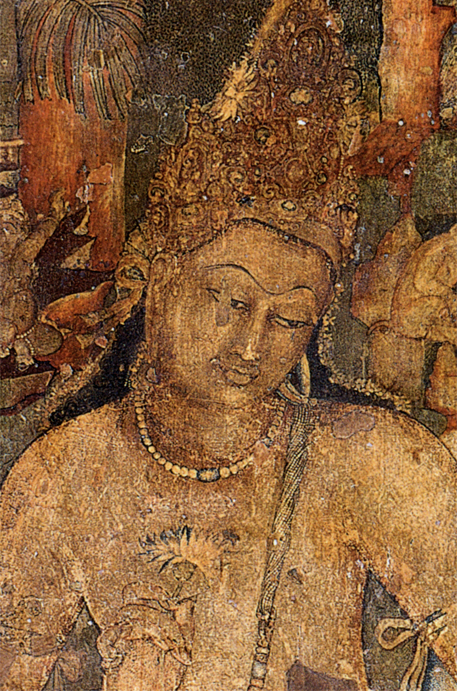
阿旃陀石窟内的壁画，公元450–500年

印度藝術（英語：Indian art）是印度次大陸中不同藝術學派的一個總稱。

## 概述
印度艺术可以分为具体的各个时期（朝代），并能很明显的体现其宗教，政治和文化发展元素。印度艺术最早的例子是岩刻，比如从比莫贝特卡石窟发现的作品最早可以追溯到公元前5500年。这样的作品创作持续了足足几千年。稍晚时期的例子有位于马哈拉施特拉邦的埃洛拉石窟的雕柱，和阿旃陀石窟和埃洛拉石窟的湿壁画。及通用圖像藝術上
特别的时期：
- 印度教与佛教主流时期，公元前3500年-至今
- 伊斯兰教主流时期，公元712–1757年
- 被殖民时期，公元1757–1947
- 独立与后殖民主义时期，1947年后期
- 印度现代与后现代艺术[3]

其中一种来自印度并广受欢迎的艺术被称之为蓝果丽。这是一种沙画，它用精研的白色和各色粉末制作，是一种装饰品，在印度家庭中非常常见。
印度的视觉艺术（雕塑，绘画和建筑）与非视觉艺术密切相关。根据Kapila Vatsyayan（印度著名艺术家）所说：“传统印度建筑，雕塑，绘画，文学（kaavya），音乐和舞蹈都有它们自己长期发展而来的独特规则与媒介，但它们不仅通过其内在的印度宗教哲学思想和精神信仰互相紧密关联，并且其精神信仰和细节上的表达方式之间的联系也非常相似。”了解印度艺术最好的方法是通过理解印度的哲学思想，泛文化和历史，社会，宗教和政治背景而达成的。

## 繪畫
印度繪畫在其歷史中圍繞宗教神祇及國王間發展。印度繪畫的種類十分廣泛，例如有埃洛拉石窟的大型濕壁畫、錯綜複雜的莫臥兒微型畫、坦賈武爾學派的金屬裝飾畫。犍陀羅（Gandhar）至塔克西拉（Taxila）的繪畫受到西方伊朗藝術的影響。而有東方特色的繪畫則在那爛陀藝術學派附近發展。那些作品大部分都受到印度神話的不同場景所啟發。

## 外部連結
- 维基共享资源上的相關多媒體資源：印度藝術